# Warmińska kapituła katedralna

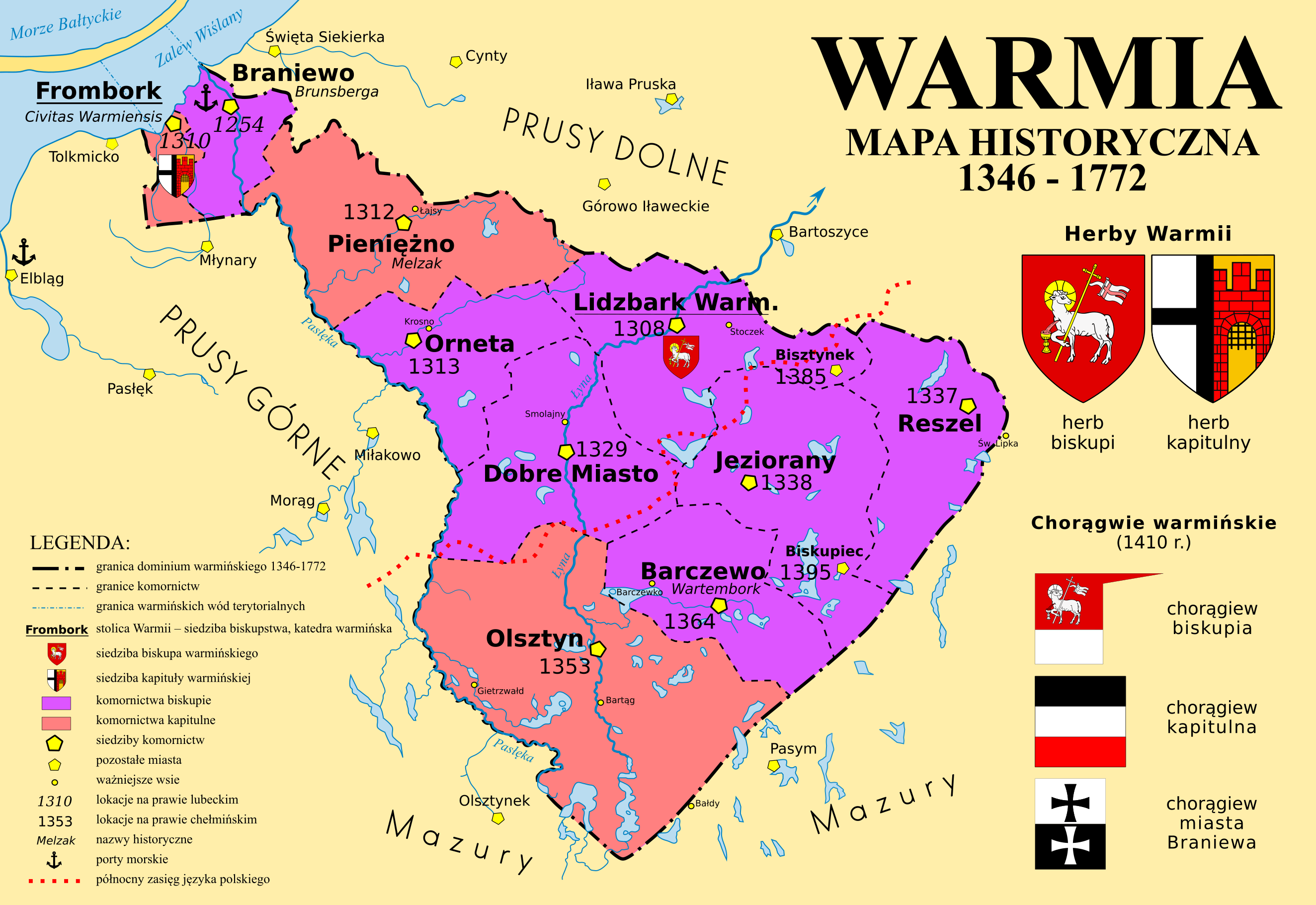
Mapa historyczna Warmii

Herb kapituły warmińskiej: czarny półkrzyż na białym polu i fromborska brama miejska z trzema wieżami na złotym polu

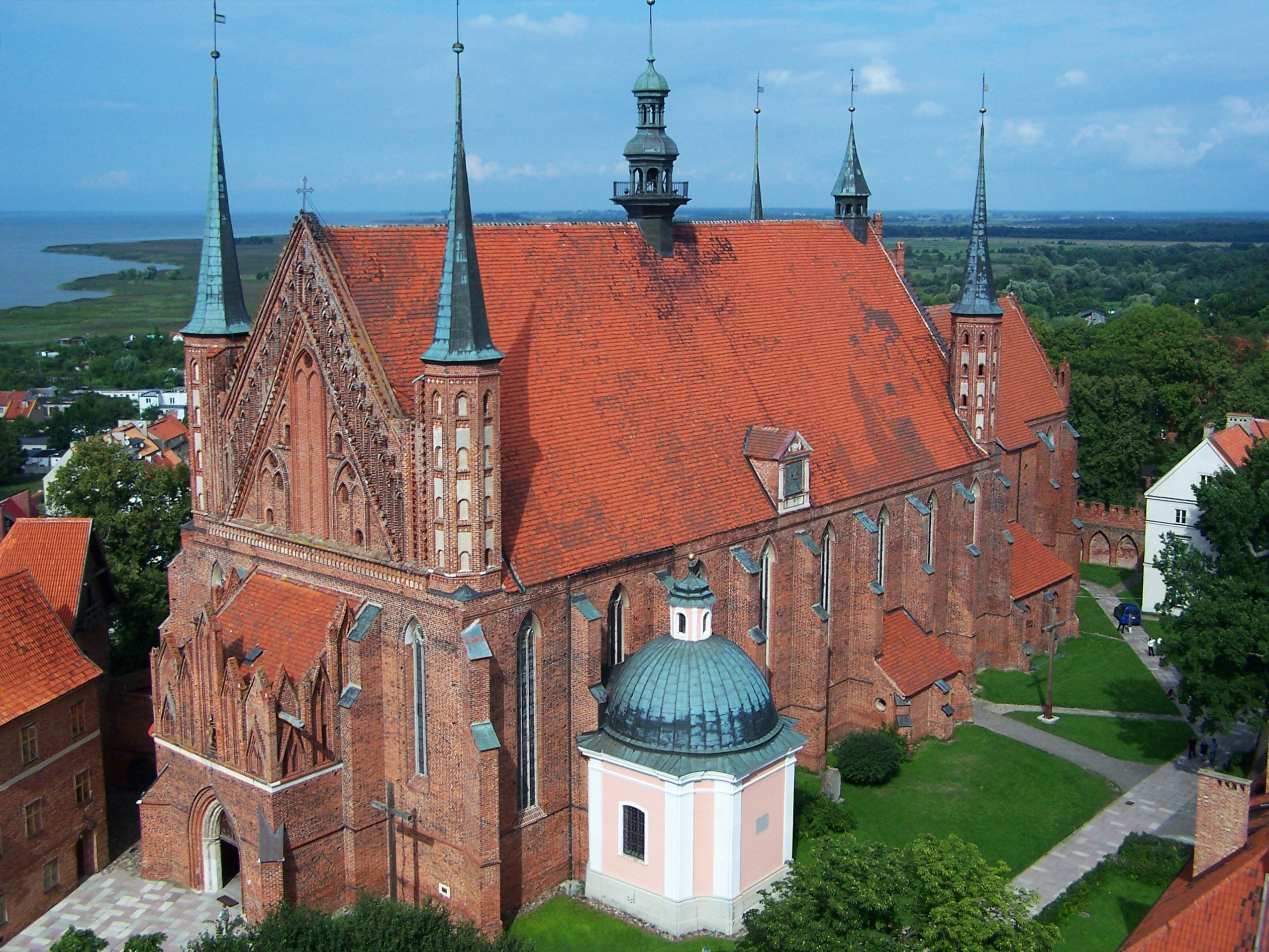
Archikatedra warmińska we Fromborku

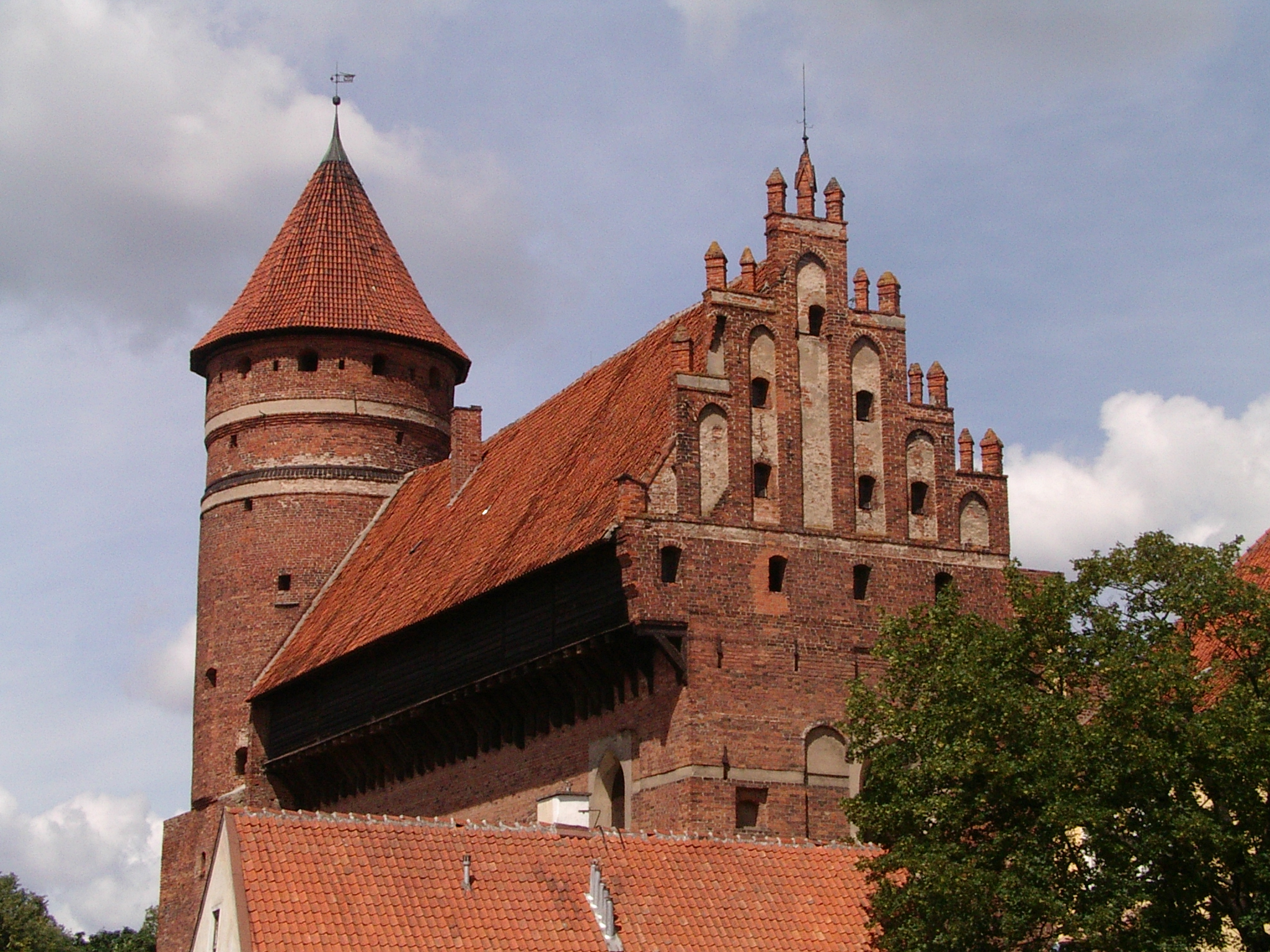
Zamek kapituły warmińskiej w Olsztynie

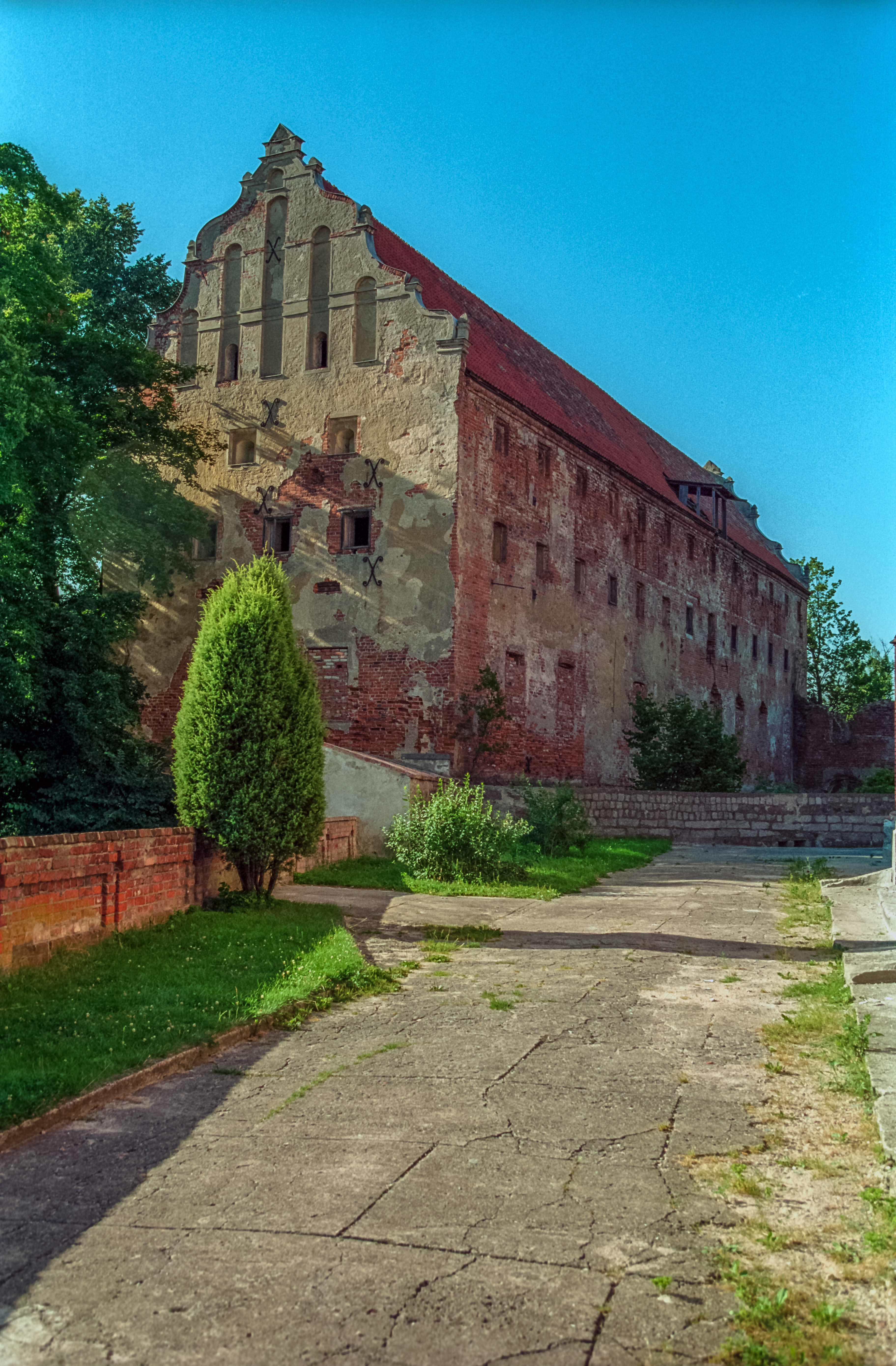
Zamek kapituły warmińskiej w Pieniężnie

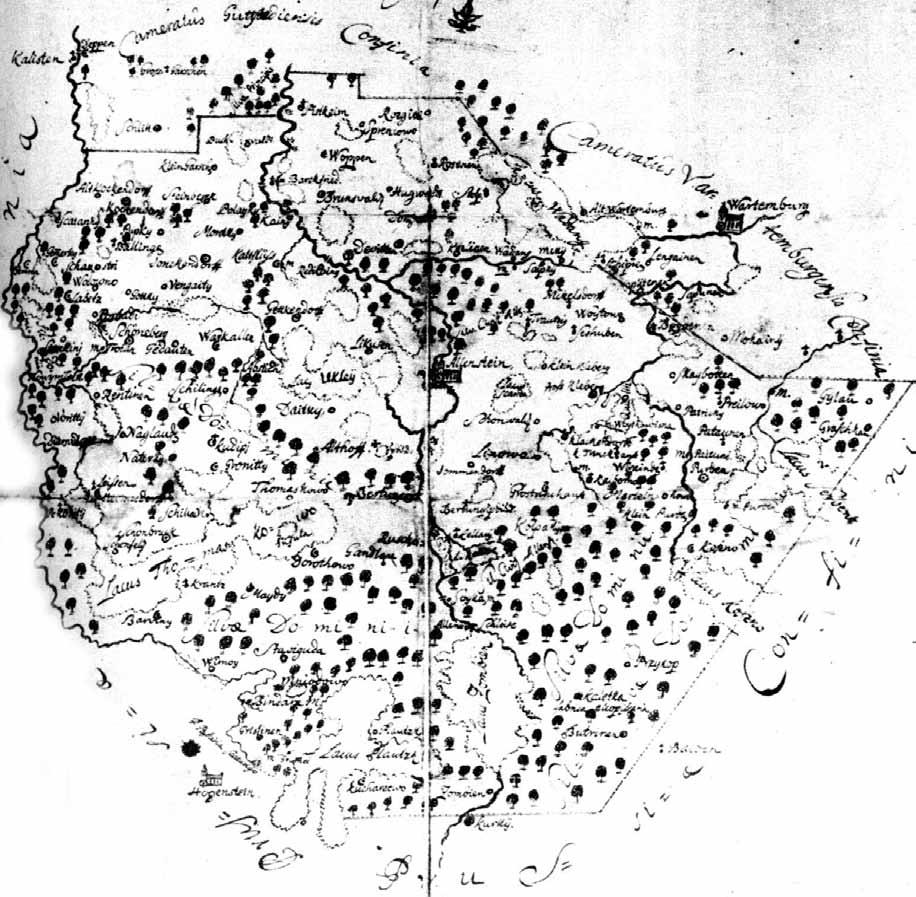
Mapa komornictwa olsztyńskiego (Delineatio geographica cameratus Allensteinensis) z połowy XVII w.

Warmińska kapituła katedralna, kapituła warmińska – kapituła katedralna z siedzibą we Fromborku. W latach 1346–1772 sprawowała władzę świecką nad trzecią częścią Warmii, w tym nad miastami Frombork, Pieniężno i Olsztyn.

## Powstanie kapituły warmińskiej

Chorągiew kapituły w bitwie pod Grunwaldem (według Banderia Prutenorum)

Pieczęć mniejsza kapituły warmińskiej, używana również jako pierwsza pieczęć Olsztyna i komornictwa olsztyńskiego. Widoczny herb kapituły.

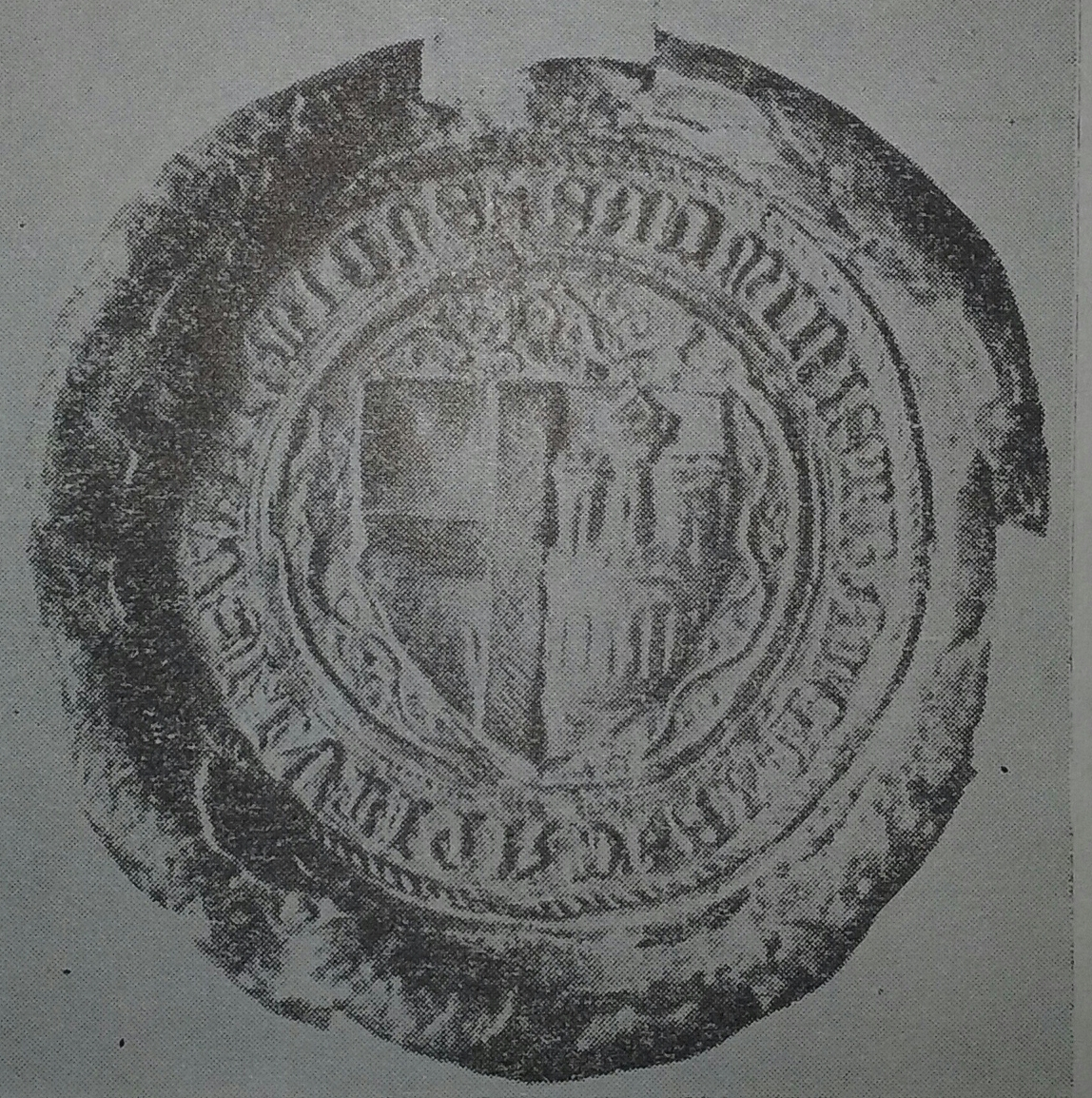
Pieczęć administratora dóbr kapituły warmińskiej z pocz. XVI w. używana m.in. przez Mikołaja Kopernika. W środku herb kapituły

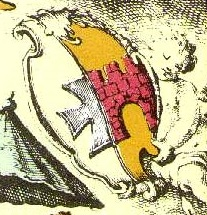
Herb kapituły warmińskiej na Mapie Świętej Warmii z 1755

Na mocy decyzji papieża Innocentego IV z 1243 w Prusach podbijanych przez zakon krzyżacki ustanowiono cztery diecezje: chełmińską, pomezańską, warmińską i sambijską. Na czele każdej z nich stanął biskup, wybrany wspólnie przez papieża i Zakon krzyżacki. Biskup miał zorganizować funkcjonowanie nowego biskupstwa i powołać kapitułę katedralna, która w przyszłości miała wybierać kolejnych biskupów.
W 1260 pierwszy biskup warmiński, Anzelm z Miśni, powołał 16-osobową kapitułę warmińską. Choć Anzelm, podobnie jak pozostali trzej biskupi pruscy, był członkiem zakonu krzyżackiego, w odróżnieniu od pozostałych biskupstw powoływał do kapituły wyłącznie kanoników, którzy nie były Krzyżakami. Spowodowało to formalne uniezależnienie się kapituły warmińskiej od władz zakonnych (żaden następny wybrany przez kapitułę biskup warmiński nie był Krzyżakiem). Z drugiej strony, ze względu na położenie Warmii pomiędzy Prusami Górnymi a Prusami Dolnymi, kapituła warmińska była zależna od ochrony wojskowej zakonu.
Pierwotnie siedziba diecezji warmińskiej, a za tym siedziba kapituły, była ulokowana w Braniewie przy kościele św. Andrzeja, który był kościołem katedralnym. Jednak krótko potem, w czasie powstania Prusów, świątynia została zniszczona (później na miejscu pierwszej katedry stanął tam kościół św. Katarzyny). W związku z tym następny biskup warmiński, Henryk Fleming, w 1278 przeniósł stolicę diecezji warmińskiej do Fromborka, gdzie prawdopodobnie około 1288 powstała katedra pod wezwaniem Najświętszej Marii Panny (pierwotnie drewniana, następnie w latach 1342–1388 zbudowana w stylu gotyckim), przy której funkcjonowała kapituła.

## Rola i funkcjonowanie kapituły
Główną rolą kapituły był wybór biskupa warmińskiego oraz opieka nad kościołem katedralnym, główną świątynią diecezji. Ponadto sprawowała ona władzę (nie tylko kościelną, ale i świecką) nad jedną trzecią terenu Warmii, a w trakcie wakatu na stanowisku biskupa również nad całym terenem Warmii.
Kapituła warmińska liczyła 16 kanoników, w tym pięciu prałatów miało godności: prepozyta, dziekana, kantora, scholastyka i kustosza. Sprawami majątkowymi zajmował się administrator dóbr kapitulnych, którym był także jeden z kanoników.
Każdy z kanoników piastował swój urząd (kanonię) dożywotnio. Każdemu z nich podczas obejmowania urzędu przydzielano też jeden z 16 bocznych ołtarzy katedry fromborskiej, przy którym zazwyczaj był też chowany.
Kanonicy nie musieli być kapłanami, wystarczyły tzw. święcenia niższe lub nawet sama tonsura. Jednak dostojnicy byli wybierani tylko spośród kapłanów, a spośród ich grona najczęściej wybierany był kandydat na biskupa warmińskiego. 
Po inkorporacji Prus Królewskich (w tym Warmii) do Królestwa Polskiego w 1466 przywileje stanów pruskich zastrzegały, że kanonikami kapituły warmińskiej mogą być tylko osoby pochodzące z Prus (ściślej, posiadające indygenat pruski), co zapewniało jej niezależność od wpływów Korony. Przykładem jest Mikołaj Kopernik, który pochodził z Torunia, jednego z miast Prus Królewskich. Toruńczyk Kopernik jako "Prusak" mógł więc legalnie zostać kanonikiem kapituły.
Z terenu dominium biskupiego (Warmii) wydzielono jedną trzecią powierzchni na utrzymanie kapituły. Obszar ten stanowiły trzy komornictwa (inaczej komory lub powiaty) i były to:
- komornictwo fromborskie (w tym miasto Frombork) - otoczenie Fromborka
- komornictwo melzackie (w tym miasto Pieniężno) - posiadłości kapitulne w północnej Warmii
- komornictwo olsztyńskie (w tym miasto Olsztyn) - posiadłości kapitulne w południowej Warmii

Kapituła warmińska w takiej też proporcji ponosiła wydatki związane z funkcjonowaniem diecezji warmińskiej.

## Dochody kanoników katedralnych
Życie codzienne kanoników kapituły regulowały bardzo szczegółowe statuty. Obowiązki kanoników powiązane były z systemem opłat za wykonane czynności, które miały wpływ na wysokość ich dochodów osobistych. Obok dochodów wypłacanych w gotówce, każdy z kanoników miał do dyspozycji 4 łany ziemi, którą uprawiał za pomocą służby lub wydzierżawiał. Dochody osobiste kanoników powiększały dziesięciny. Ze statutu nadanego przez biskupa Anzelma kanonik rezydujący przy katedrze otrzymywał dziesięcinę z 20 łanów, a kanonik przebywający poza terenem diecezji z 10 łanów. Dziesięciny dla prałatów kapitulnych były większe. W porównaniu do dochodów przeciętnego proboszcza z terenu diecezji warmińskiej dochody kanonika katedralnego były kilkakrotnie wyższe. Na dochody kapituły składały się wpływy ze świadczeń lennych z terytorium przyznanego kapitule, dziesięcin oraz z jej majątków ziemskich i młynów.
Spośród kanoników wybierano administratorów kapitulnych, którzy obsadzali urzędników w zamkach i magistratach miast podległych kapitule. Takim administratorem kapitulnym w komornictwie olsztyńskim był okresowo Mikołaj Kopernik. Nominacje urzędników wyższej rangi wójta i ekonoma kapitulnego oraz burgrabiów (starostów) w zamkach kapitulnych ustalała cała kapituła.

## Wybór biskupa z członków kapituły
Kanonikiem kapituły warmińskiej według pierwotnych jej statutów mógł zostać indygen, czyli obywatel Prus. Były jednak odstępstwa od tej zasady. Krzyżakom nie udało się wprowadzić do kapituły kanoników członków zakonu. W razie śmierci kanonika na wakujące miejsce następnego obsadzał papież w miesiącach nieparzystych, a w miesiącach parzystych biskup warmiński. W razie śmierci biskupa kapituła powoływała ze swoich członków wikariusza kapitulnego, który pełnił obowiązki biskupa do czasu zatwierdzenia przez papieża nowego biskupa wybranego spośród członków kapituły. Sprawa wyboru nowego biskupa wbrew woli kapituły warmińskiej była nawet przedmiotem wojny polsko-warmińskiej (księżej) w latach 1478 i 1479, kiedy to król Kazimierz Jagiellończyk chciał na tronie biskupów warmińskich obsadzić Wincentego Kiełbasę, a kapituła wybrała Mikołaja Tungena. Ostatecznie król pogodził się z Tungenem. Sprawę królewskiego wpływu na wybór biskupa uregulowano znacznie później. Zygmunt Gloger, w „Geografii historycznej ziem dawnej Polski”, pisał o tym  w sposób następujący: Układem piotrkowskim z roku 1512 zawarowano, że po śmierci każdego biskupa kapituła prześle królowi całkowitą listę swoich członków, że z tej listy król naznaczy cztery osoby, z których znowu kapituła wybierze sobie biskupa. Po wyborze biskupa przez kapitułę król przedstawiał elekta do zatwierdzenia papieżowi. W układzie piotrkowskim znalazł się zapis, że przy wyborze biskupa jako indygeni będą traktowani synowie i bracia królewscy, o ile będą kanonikami warmińskimi. Później król, przesyłając kapitule czterech swoich kandydatów, na pierwszym miejscu wypisywał tego, który miał być wybrany biskupem – kapituła nie odmawiała.

## Kanonik Mikołaj Kopernik
Kapituła warmińska w odróżnieniu od innych kapituł katedralnych w Polsce różniła się składem społecznym. W kapitule warmińskiej zawsze była przewaga kanoników wywodzących się z bogatego mieszczaństwa. W kapitule warmińskiej najważniejszy był cenzus wykształcenia. Kapituła w razie potrzeby kierowała na studia zagraniczne młodszych kanoników, którzy wybierali kierunki studiów zgodnie z zaleceniem kapituły. Z takiego powodu Mikołaj Kopernik (kanonik warmiński od 1497) studiował medycynę. Jako lekarz Kopernik był częstym gościem na dworze biskupa Łukasza Watzenrodego i jeździł też na zaproszenie księcia Albrechta do Królewca. Kanonicy rezydujący na katedralnym wzgórzu mieli swoje mieszkania w obrębie obwarowań otaczających fromborską  katedrę. Poza tym wzgórzem kanonicy posiadali dworki (największy miał sto okien), zwane kuriami kanonicznymi. Mikołaj Kopernik w obrębie obwarowań wzgórza katedralnego na mieszkanie zajmował wieżę znajdującą się w północno-zachodnim narożu obwarowań (na wprost wejścia do katedry). Jego kuria (Kuria ad Campanile, lub Copernicana – nazwa z XVII wieku) znajdowała się po zachodniej stronie wzgórza. Na terenie swojej kurii Mikołaj Kopernik obserwował niebo. Badań astronomicznych nie mógł prowadzić na wzgórzu, ponieważ katedra zasłaniała niebo.

## Kapituła po 1945

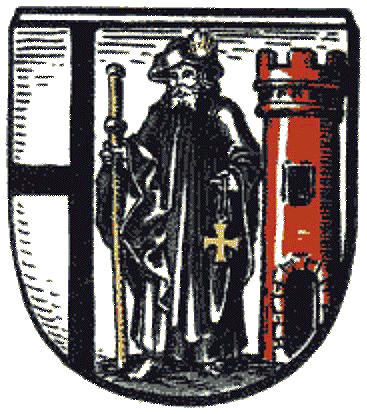
Herb kapituły w dawnym herbie Olsztyna

Herb kapituły warmińskiej wkomponowany we współczesny herb powiatu olsztyńskiego (na górze)

Prymas Stefan Wyszyński dekretem z 1 sierpnia 1951 reaktywował warmińską kapitułę katedralną, w liczbie ośmiu członków rzeczywistych i ośmiu honorowych. Jednocześnie mianował pierwszych sześciu kanoników. Dekretem z 9 października 1959 zwiększył on skład kapituły do 12 kanonii gremialnych i 12 kanonii honorowych. Obecnie siedzibą kapituły jest bazylika archikatedralna Wniebowzięcia Najświętszej Maryi Panny i św. Andrzeja we Fromborku. Prepozytem kapituły jest bp dr Janusz Ostrowski

## Katedry
- archikatedra: bazylika archikatedralna Wniebowzięcia Najświętszej Maryi Panny i św. Andrzeja we Fromborku
- konkatedra (po 1945): bazylika konkatedralna św. Jakuba w Olsztynie